# Димитър Нончев
Димитър Нончев Димитров е български политик и общественик, член на БКП, председател на Изпълнителния комитет на Градския народен съвет (1956 – 1959) и на Градския общински народен съвет в Михайловград (1959 – 1962), когато градът става окръжен център; общински съветник, административен, стопански, партиен и профсъюзен деец.

## Биография
Роден е на 9 август 1910 г. в с. Студено буче, Фердинандско. От малък остава без родители. Завършва основно образование в родното си село. Работи като обущарски работник в гр. Фердинанд, Търново и София. Занимава се с профсъюзна и нелегална дейност. От 1929 г. е член на РМС, от 1936 г. на БКП, където заема ръководни длъжности. През 1942 – 1944 г. е политически затворник във Враца.
След 9 септември 1944 г. е на работа в Народната милиция, председател е на Кожаро-обущарска кооперация „Изгрев“ и на Занаятчийски комбинат „Занкооп“ в Михайловград. През 1951 – 1952 г. е директор на обувния завод „9 септември“ в София. Заема отговорни партийни и административни длъжности в Околийския комитет на БКП и Околийския народен съвет в Михайловград. От 1956 до 1962 г. е председател на ИК на ГНС, ГОНС в Михайловград. Умира през 1964 г.

## Политическа дейност
На 12 февруари 1956 г. са проведени избори за народни съвети и на 22 февруари същата година е проведена първата сесия на ГНС в Михайловград, на която е избран новият ИК с председател Димитър Нончев и заместник-председател Мато Матов. Неговото управление през първия мандат 1956 – 1959 г. е свързано с довършване на дейностите в парк „Огоста“ – построяване на мост и релсов път за детската железница и трибуни на стадиона. Открита е новата сграда на гимназията 1957 г., продължава строителството на лятното кино, до строящия се Младежки дом. Извършва се водоснабдяване на кооперативния пазар, изграждане на хидротехнически съоръжения за езерото и озеленяване на парк „Септемврийци“ (дн. парк Монтанезиум).
След много усилия и напрегната трудова дейност са постигнати очакваните резултати. На 30 юни 1957 г. тържествено е открит парк „Огоста“ със спортните съоръжения на площ от 200 дка: стадион „Иван Аврамов“ (дн. стадион „Огоста“), детската железница, плувният басейн и пионерският лагер. Заменя се уличното осветление с луминисцентно в центъра на града, електрифицирани са селата Белотинци и Николово (1957). За осигуряване на добри битови условия за семействата, които намират препитание в града през 1956 – 1957 г. са построени нови 278 жилища. За озеленяване на улиците, градините и парковете са засадени няколко хиляди декоративни дръвчета.
Вторият мандат на Димитър Нончев (1959 – 1962) започва след изборите за градски общински съвети на 5 април 1959 г., когато градът става окръжен център. На първата учредителна сесия на ГНС, проведена на 12 април същата година е избран ИК на ГНС с председател Димитър Нончев и заместник-председател Симеон Момчилов. Извършва се мащабно строителство, подчинено на новото градоустройствено решение за промяна на архитектурния облик на централната градска част. Предвидено е тя да има съвременна архитектура с нови жилищни блокове и административни сгради. Чрез отчуждаване на дворни места, ГОНС отрежда терени за строителство на сгради за редица учреждения – Партиен дом, Профсъюзен дом, Пощенска палата, Дом на съветите, а също така за хотел и кино, които оформят съвременния център на града. До края на мандата се извършва голямо по обем строителство, в което участват стотици строители и работници от града и окръга. Построени са 8 жилищни блока със 106 апартамента, партийна вила, завод за електроакустика, сладкарска работилница на ТПК „Христо Михайлов“ и ресторант в местността „Ливадски дол“.
ИК на ГОНС оказва активно съдействие за строителството на нови предприятия и осигуряване на необходимата работна ръка за тях. През 1959 – 1962 г. са открити 6 нови промишлени предприятия: Промкомбинат „Облекло и обувки“, Промкомбинат „Строителни материали“; Производствено предприятие за акумулатори, СТЗ „Акустика“, ГТП „Хлеб и хлебни изделия“. Промкомбинат „Мир“ е преобразуван в машиностроително предприятие за строителни машини и фитинги. Една част от новите предприятия също прерастват в заводи, като разширяват своята производствена дейност, осигуряват повече стоки и услуги за населението и по-големи приходи в местния бюджет. Продължава с усилени темпове жилищното и улично строителство, разширяване на водопроводната мрежа и паважната настилка. Увеличена е площта на парковете и градините, напълно е оформен парк „Септемврийци“ с градското езеро и ресторант Монтанезиум, засадени са нови 14000 декоративни дръвчета. Извършено е строителство на нова сграда на Покрития пазар до р. Огоста, благоустрояване на панаирния терен в южната част на града и озеленяване на парк „Калето“. Построени са детски дом и детски ясли, училище в новата циганска махала (дн. в кв. Кошарник), открито е Професионалното училище по сградостроителство (1960 – 1961). В строеж е нова болница с 450 легла, Градският универсален магазин, самолетна работилница с административна сграда и летище, хлебозавод, градска баня, широкоекранно кино и др. Извършена е корекция на Изворската и Воденичната вада. От края на 1961 г. първите собственици на телевизори в града приемат телевизионната програма на БНТ чрез препредавателната станция на Петрохан.
Независимо от общия икономически подем и увеличаването на производството, многократно ИК на ГНС, ГОНС обсъжда и предприема мерки за решаване на социално-икономическите проблеми и преодоляване на негативните явления: пропуски в строителството и качеството на промишлената продукция, недостига на работна ръка, наличието на дефицитни стоки, недоброто снабдяване и обслужване в търговските обекти. В същото време се ограничава приемането на нови жители в града.
Характерно за двата мандата на Димитър Нончев е участието на ИК на ГНС, ГОНС в Михайловград в многобройни дейности и изпълнението на редица функции на територията на общинския съвет: жилищно и улично строителство, водоснабдяване и канализация, капитално строителство, отреждане на терени и откриване на промишлени предприятия, осигуряване на работа и социално подпомагане на жителите в общината. Отговорности на ИК са изпълнение плановете на предприятията и на търговията, извършване на преобразувания в ТКЗС, организиране на селскостопанското производство и хода на селскостопанските работи, осигуряване на издръжката и контролиране на дейностите в училищното и читалищно дело, здравеопазването, спорта и др.